# Bush Président
Pour les articles homonymes, voir Bush.
Bush Président (That's My Bush!) est une série télévisée américaine, en huit épisodes de 25 minutes, créée par Trey Parker et Matt Stone et diffusée entre le 4 avril et le 23 mai 2001 sur Comedy Central.
En France, la série a été diffusée à partir du 1er septembre 2001 sur Canal+. Elle reste inédite dans les autres pays francophones.

## Synopsis
Créée par les auteurs de South Park, cette série met en scène George W. Bush, président stupide et gaffeur, et son entourage proche, alors qu'il s'occupe des grandes affaires politiques des États-Unis.

## Distribution
- Timothy Bottoms (VF : Michel Papineschi) : le président George W. Bush
- Carrie Quinn Dolin (VF : Céline Monsarrat) : la Première dame Laura Bush
- Kurt Fuller (VF : Bernard Demory) : Karl Rove
- Marcia Wallace (VF : Anne Ludovik) : Maggie Hawley
- Kristen Miller (VF : Sylvie Levadoux) : princesse Stevenson
- John D'Aquino (VF : Patrick Bethune) : Larry O'Shea

 Source et légende : version française (VF) sur RS Doublage

## Épisodes
1. Fœtus ce qu'il te plaît (An Aborted Dinner Date)
2. Le Bush est du Texas (A Poorly Executed Plan)
3. Meurtre à la Maison-Blanche (Eenie, Meenie, Miney, Murder)
4. SDI aïe aïe ! (S. D. I-Aye-AYE!)
5. Bush donne sa langue au chat (The First Lady's Persqueeter)
6. Le Président s'extasy (Mom « E » D.E.A. Arrest)
7. Un président raffiné (Trapped in a Small Environment)
8. Le Vice au pouvoir (Fare Thee Welfare)

## Commentaires
La série avait pour vocation, selon ses auteurs, plus de parodier les conventions des sitcoms américains que de faire une satire politique. Mais à la suite de divergences avec la chaîne Comedy Central et d'obscurs problèmes politico-financiers, la série s'est arrêtée après huit épisodes seulement. Trey Paker affirma plus tard[réf. nécessaire] que de toute façon, l'émission aurait été beaucoup plus difficile à écrire après les attentats du 11 septembre 2001.